# Zonitoides kirbyi
Zonitoides kirbyi är en snäckart som beskrevs av R. W. Fullington 1974. Zonitoides kirbyi ingår i släktet Zonitoides och familjen Zonitidae. Inga underarter finns listade i Catalogue of Life.